# Clara Alonso
María Clara Pancha Alonso (Rosario, Argentína, 1990. február 2. –) argentin színésznő, énekesnő, televíziós műsorvezető. 2007-ben debütált a Viva High School Musical – Argentína című filmben. 2007-től különféle Disney Channel programokban szerepel Latin Amerikában. 2012 és 2015 között Angie szerepét játszotta a Violetta sorozatban.

## Fiatalkora
1990. február 2-án született Rosarioban. Édesanyja gyermekorvos és tüdőgyógyász, édesapja mérnök. Ő a legidősebb gyermek, két öccse van, Agustín és Ignacio. Gyermekkorában tornázott, úszott és táncolt.

## Pályafutása
2007-ben részt vett a High School Musical: La Selección című zenés műsorban. 2010-ben szerepelt a Highway: Rodando la Aventura című sorozatban. Ugyanebben az évben Pecatanya című sorozatban szinkronizált. 2012 és 2015 között a Violetta című sorozatban szerepelt. 2015-ben szerepelt a Tini: Violetta átváltozása című filmben. 2017-ben a Insane Love című rövidfilmben szerepelt. 2018-ban a @buelos című filmben szerepelt.

## Magánélete
2012 és 2018 között Diego Domínguez színésszel járt.

## Filmográfia

### Filmek
| Év   | Magyar cím                           | Eredeti cím                      | Szerep                  | Magyar hang |
| ---- | ------------------------------------ | -------------------------------- | ----------------------- | ----------- |
| 2018 |                                      | @buelos                          | Violetta                |             |
| 2018 |                                      | Il Tuttofare                     | Isabel                  |             |
| 2017 |                                      | Insane Love                      | Sofia                   |             |
| 2016 | Tini: Violetta átváltozása           | Tini, el gran cambio de Violetta | Angie Carrará           | Bognár Anna |
| 2016 |                                      | Piuma                            | Pilar                   |             |
| 2015 |                                      | Jazmin de invierno               | Carolina                |             |
| 2008 | Viva High School Musical – Argentína | High School Musical: El Desafio  | Clari                   |             |
| 2008 | Csingiling                           | Tinker Bell                      | Victoria (spanyol hang) |             |

### Televíziós szerepek
| Év        | Magyar cím               | Eredeti cím                         | Szerep                 | Megjegyzések                           |
| --------- | ------------------------ | ----------------------------------- | ---------------------- | -------------------------------------- |
| 2021      |                          | Entrelazados                        | Caterina               | főszereplő                             |
| 2019      |                          | Campanas en la noche                | Florencia Cervantes    | mellékszereplő                         |
| 2017      |                          | In the Mood                         | Ana                    | 4 epizód                               |
| 2017      |                          | Dance, Dance, Dance                 | önmaga                 | versenyző                              |
| 2015      |                          | Lontana da me                       | Valeria                | főszereplő                             |
| 2015      |                          | Notti sul ghiaccio                  | önmaga                 | versenyző                              |
| 2014–2015 | Violetta: Angie konyhája | Angie e le ricette di Violetta      | Angie Carrará          | főszereplő magyar hangja Bognár Anna   |
| 2012–2015 | Violetta                 | Violetta                            | Angie Carrará          | főszereplő magyar hangja Bognár Anna   |
| 2012      |                          | Peter Punk                          | Yamila ″Piraña″        | 1 epizód                               |
| 2011      |                          | Cuando toca la campana              | Olga Jennifer González | 1 epizód                               |
| 2010–2014 | Pecatanya                | Fish Hooks                          | Bea (spanyol hang)     | főszereplő magyar hangja Major Melinda |
| 2010      |                          | XXIV Premios Anuales de la Academia | önmaga                 | műsorvezető                            |
| 2007      |                          | High School Musical:La Selección    | önmaga/versenyző       | valóságshow                            |
| 2010      |                          | Highway: Rodando la aventura        | Clari                  | főszereplő                             |
| 2008      |                          | Disney Channel Games                | önmaga                 | versenyző                              |
| 2007–2011 |                          | Zapping Zone                        | önmaga                 | műsorvezető                            |
| 2007      |                          | High School Musical:La Selección    | önmaga/versenyző       | valóságshow                            |